# Аганбегян, Рубен Абелович
Рубен Абе́лович Аганбегя́н (14 февраля 1972, Новосибирск) — российский финансист, инвестиционный банкир и топ-менеджер. Генеральный директор группы компаний «Нацпроектстрой». Бывший член совета директоров ОАО «Открытие Холдинг» и президент банка «ФК Открытие».

## Биография
Родился в семье советского экономиста академика Абела Аганбегяна.
В 1995 году закончил Московскую государственную юридическую академию.
В 1992-1995 годах работал ассистентом менеджера в международной аудиторской компании PricewaterhouseCoopers
С 1995 по 1997 год Аганбегян был старшим юристом в международной юридической фирме Clifford Chance.
С 1997 по 1998 год  – вице-президент юридического управления Credit Suisse Financial Products (Москва).
С 1998 по 2002 год Аганбегян являлся вице-президентом по работе с клиентами, директором (соруководителем) московского представительства банка Credit Suisse First Boston. 
В 2002—2003 годах — управляющий директор по проектному финансированию и руководитель инвестиционно-банковского управления компании «Тройка Диалог».
С 2007 по 2009 год работал в группе «Ренессанс Капитал»: вначале в качестве генерального директора ИК «Ренессанс Капитал» по России, затем в качестве председателя правления «Ренессанс Управление Инвестициями» и президента ИК «Ренессанс Капитал».
В 2010 году назначен президентом Московской межбанковской валютной биржи, его кандидатуру предложил тогдашний первый заместитель председателя Центрального банка Российской Федерации Алексей Улюкаев. Позднее возглавил объединенную «Московскую биржу ММВБ-РТС».
В 2012—2017 годах работал в группе «Открытие», в 2017 году занимал должность члена совета директоров ОАО «Открытие Холдинг» и президента банка «ФК Открытие».
С 2013 года входит в совет директоров ПАО «Ростелеком».
С 2018 года работал в структурах ВЭБ.РФ. Сначала советником генерального директора инвесткомпании «ВЭБ Капитал», затем советником генерального директора АО «ИнфраВЭБ».
В феврале 2020 года возглавил группу компаний «Нацпроектстрой».

## Награды, премии, рейтинги
В 2014 году стал победителем IX Национальной премии «Директор года» в номинации «Независимый директор».
По итогам 2015 года занял 8-е место из 25 в рейтинге самых высокооплачиваемых руководителей компаний от Forbes.

## Личная жизнь
Женат, трое детей. Увлекается мотоциклами, музыкой, книгами. Также любит пилотировать свой пятиместный вертолет Robinson R66.